# Championnat de France de football 1927
Navigation
Championnat de France 1928
Le Championnat de France de football 1927 est la première édition du championnat de France qui se tient de 1926 à 1929. Le Championnat est divisé en trois niveaux : la Division d'excellence, la Division d'honneur et la Division promotion.
Les champions de chaque ligue régionale participent à ce championnat et sont versés en Division d'excellence, en Division d'honneur ou en Division promotion en fonction des résultats des clubs de leur ligue en Coupe de France.
Le Cercle athlétique de Paris remporte la Division d'excellence et devient champion de France ,.
| \| La Bastidienne Bordeaux CA Paris Olympique de Marseille FC Rouen Amiens AC AS Valentigney CA Metz SC Reims RC Strasbourg CO Saint-Chamond AS du Centre AS Clamecy \| Niveau des clubs : · Excellence · Honneur · Promotion |
| La Bastidienne Bordeaux CA Paris Olympique de Marseille FC Rouen Amiens AC AS Valentigney CA Metz SC Reims RC Strasbourg CO Saint-Chamond AS du Centre AS Clamecy                                                             |

## Division d'excellence

### Participants
Cinq équipes participent à la Division d'excellence, qui est le premier niveau du Championnat de France amateur. Il s'agit des champions régionaux des cinq meilleures Ligues de France.
| Club                            | Championnat régional |
| ------------------------------- | -------------------- |
| Amiens Athélic Club             | Ligue du Nord        |
| Sporting Club de la Bastidienne | Ligue du Sud-Ouest   |
| Olympique de Marseille          | Ligue du Sud-Est     |
| Cercle athlétique de Paris      | Ligue de Paris       |
| Football Club rouennais         | Ligue de Normandie   |

### Résumé
Le CA Paris et l'Olympique de Marseille s'affrontent le 10 avril 1927 au stade Buffalo de Paris. Jean Boyer ouvre le score pour les Marseillais à la fin de la première mi-temps, avant que Beaulieu n'égalise pour les Capistes vers l'heure de jeu. Dans le même temps, le SC Bastidienne et le FC rouennais vont aussi match nul 1-1.
L'Amiens AC entre en lice lors de la deuxième journée. Il affronte le CA Paris devant 6 000 spectateurs. Les Parisiens marquent sur pénalty par Quentier à la suite d'une faute de Lapierre. Peu après, les Amiénois égalisent par une tête de Pierrucci après un corner tiré par Aerts. Ce score de 1-1 tiendra jusqu'à la fin du match. Dans l'autre match, l'Olympique de Marseille part favori face à la SC Bastidienne. Pourtant, les Bordelais ouvrent le score après un quart d'heure de jeu. Marseille réagit et marque trois fois avant la mi-temps, par Jules Dewaquez, Jean Boyer et Édouard Crut. La Bastidienne revient à 3-2 en deuxième mi-temps puis rate un pénalty, manquant l'égalisation. L'Olympique de Marseille ajoute alors deux buts et s'impose 5-2.
Pour la troisième journée, le match FC rouennais-Olympique de Marseille est remis car Marseille dispute la finale de la Coupe de France. Seuls le SC Bastidienne et l'Amiens AC s'affrontent. À la mi-temps, les Bordelais mènent 2-1. Les Amiénois dominent la deuxième mi-temps mais n'arrivent pas à égaliser. À dix minutes de la fin du match, François Apariel assure la victoire de la Bastidienne avec un troisième but marqué d'un tir de vingt-cinq mètres.
Au stade Pershing, le CA Paris bat le SC Bastidienne par 5-2, malgré une partie décevante des Capistes. Dans l'autre match de la quatrième journée, l'Amiens AC se défait facilement du FC rouennais par 3-0, grâce à un doublé de Georges Taisne et un but sur coup franc direct de Pierrucci. Parisiens et Amiénois se placent pour le titre, tandis que les Bordelais ne peuvent plus être champions.

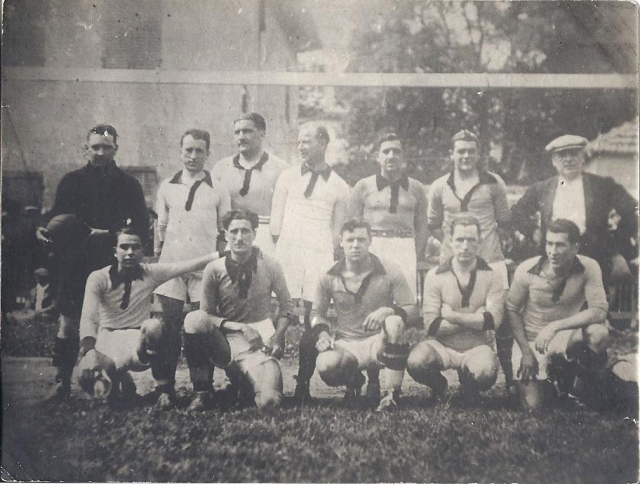
L'Amiens AC avant son match de la dernière journée face à l'Olympique de Marseille.

La dernière journée est programmée le 29 mai 1927. Grâce à son match en retard, l'Olympique de Marseille, récent vainqueur de la Coupe de France, a les clés en mains pour être champion de France et réaliser le doublé. Il le sera s'il remporte ses deux matchs. Pour devenir champion, le CA Paris doit gagner son match contre le FC rouennais et compter sur une victoire de l'Amiens AC à Marseille. Les Amiénois peuvent aussi être champion. Ils doivent battre Marseille et espérer un faux pas des Parisiens. Même Rouen peut encore décrocher le titre, en cas de victoires sur Paris puis Marseille. À Marseille, les Olympiens, largement favoris, mènent 2-0 après quarante minutes de jeu. Amiens est de plus réduit à dix après l'expulsion de Topp, mais parvient tout de même à réduire le score avant la mi-temps par Georges Taisne. À Rouen, les Rouennais dominent nettement et mènent 1-0 à la mi-temps. Mais grâce à un doublé du jeune Marcel Langiller, le CA Paris reprend l'avantage et se replace pour le titre. Cependant, Marseille mène toujours face à Amiens et reste le mieux placé pour le titre. Pourtant, à dix contre onze, Amiens égalise par Thompson à dix minutes de la fin du match, avant de prendre l'avantage dans la foulée par Taisne. Un but rouennais ou marseillais peut alors tout changer, mais les deux scores en restent là. Le CA Paris décroche le titre de champion de France devant l'Amiens AC, le dernier match entre Rouen et Marseille n'ayant pas d'incidence.
Le 19 juin 1927, le FC rouennais et l'Olympique de Marseille font match nul 0-0 pour leur match en retard. Les Marseillais terminent troisièmes.

### Classement et résultats
Le classement final est le suivant :
| Rang | Équipe                 | Pts | J | G | N | P | Bp | Bc | Diff |  | Résultats (▼ dom., ► ext.) | CAP | AAC | OM  | SCB | FCR |
| ---- | ---------------------- | --- | - | - | - | - | -- | -- | ---- |  | -------------------------- | --- | --- | --- | --- | --- |
| 1    | CA Paris               | 10  | 4 | 2 | 2 | 0 | 9  | 5  | +4   |  | CA Paris                   |     |     | 1–1 | 5–2 |     |
| 2    | Amiens AC              | 9   | 4 | 2 | 1 | 1 | 8  | 6  | +2   |  | Amiens AC                  | 1–1 |     |     |     | 3–0 |
| 3    | Olympique de Marseille | 8   | 4 | 1 | 2 | 1 | 8  | 6  | +2   |  | Olympique de Marseille     |     | 2–3 |     | 5–2 |     |
| 4    | SC Bastidienne         | 7   | 4 | 1 | 1 | 2 | 8  | 12 | -4   |  | SC Bastidienne             |     | 3–1 |     |     | 1–1 |
| 5    | FC rouennais           | 6   | 4 | 0 | 2 | 2 | 2  | 6  | -4   |  | FC rouennais               | 1–2 |     | 0–0 |     |     |

| 1er journée   | CA Paris | 1 – 1   | Olympique de Marseille |                                                  |                                                  |
| 10 avril 1927 | Beaulieu | (0 – 1) | Boyer                  | Stade Buffalo, Paris Spectateurs : 12 000-15 000 | Stade Buffalo, Paris Spectateurs : 12 000-15 000 |

| 1er journée   | SC Bastidienne | 1 – 1 | FC rouennais |  |
| 10 avril 1927 |                |       |              |  |

| 2e journée   | Amiens AC                                                                                          | 1 – 1   | CA Paris   |                                              |                                              |
| 1er mai 1927 | Pierucci                                                                                           | (1 – 1) | ? Quentier | Stade Moulonguet, Amiens Spectateurs : 6 000 | Stade Moulonguet, Amiens Spectateurs : 6 000 |
| 1er mai 1927 | Rapport, Rapport                                                                                   |         |            | Stade Moulonguet, Amiens Spectateurs : 6 000 | Stade Moulonguet, Amiens Spectateurs : 6 000 |
| 1er mai 1927 | Michel - Wallet, Lapierre - Troudes, Sheldon, Huguet - Pierucci, Macquart, Taisne, Thompson, Aerts | Équipes |            | Stade Moulonguet, Amiens Spectateurs : 6 000 | Stade Moulonguet, Amiens Spectateurs : 6 000 |

| 2e journée   | Olympique de Marseille          | 5 – 2   | SC Bastidienne |  |  |
| 1er mai 1927 | Dewaquez · Boyer · Crut · ? · ? | (3 – 1) | ? · ?          |  |  |

| 3e journée | SC Bastidienne                 | 3 – 1   | Amiens AC                                                                                       |  |  |
| 8 mai 1927 | Gros · J. Apariel · F. Apariel | (2 – 1) | Pierucci                                                                                        |  |  |
| 8 mai 1927 | Rapport                        |         |                                                                                                 |  |  |
| 8 mai 1927 |                                | Équipes | Michel - Wallet, Lapierre - Braun, Topp, Huguet - Pierucci, Fréville, Taisne, Thompson, Alcocel |  |  |

| 4e journée  | Amiens AC                                                                                      | 3 – 0   | FC rouennais |                          |                          |
| 15 mai 1927 | Taisne · Pierucci · Taisne                                                                     |         |              | Stade Moulonguet, Amiens | Stade Moulonguet, Amiens |
| 15 mai 1927 | Michel - Wallet, Lapierre - Braun, Topp, Huguet - Pierucci, Adolphe, Taisne, Thompson, Alcocel | Équipes |              | Stade Moulonguet, Amiens | Stade Moulonguet, Amiens |

| 4e journée  | CA Paris | 5 – 2 | SC Bastidienne |                                           |                                           |
| 15 mai 1927 |          |       |                | Stade Pershing, Paris Spectateurs : 3 000 | Stade Pershing, Paris Spectateurs : 3 000 |

| 5e journée  | Olympique de Marseille | 2 – 3   | Amiens AC                                                                                      |  |  |
| 29 mai 1927 | Boyer 38e · Durand 40e | (2 – 1) | 45e Pierucci · 80e Thompson · 81e Alcocel                                                      |  |  |
| 29 mai 1927 |                        | Équipes | Michel - Wallet, Lapierre - Braun, Topp, Troude - Pierucci, Adolphe, Taisne, Thompson, Alcocel |  |  |

| 5e journée  | FC rouennais | 1 – 2 | CA Paris              |                     |                     |
| 29 mai 1927 | ?            |       | Langiller · Langiller | Spectateurs : 5 000 | Spectateurs : 5 000 |

| 3e journée   | FC rouennais | 0 – 0   | Olympique de Marseille |  |  |
| 19 juin 1927 |              | (0 – 0) |                        |  |  |

## Division d'honneur
L'AS Valentigney remporte la Division d'honneur, deuxième niveau du Championnat de France amateur,.
Cinq équipes participent à la Division d'honneur :
- CA Messin, champion 1926-1927 de la Ligue de Lorraine de football[16]
- SC Reims, champion 1926-1927 de la Ligue du Nord-Est de football[17]
- CO Saint-Chamond, champion 1926-1927 de la Ligue du Lyonnais de football[18]
- RC Strasbourg, champion 1926-1927 de la Ligue d'Alsace de football[19]
- AS Valentigney, champion 1926-1927 de la Ligue de Franche-Comté Bourgogne de football[20]

| Rang | Équipe           | Pts | J | G | N | P | Bp | Bc | Diff |
| ---- | ---------------- | --- | - | - | - | - | -- | -- | ---- |
| 1    | AS Valentigney   | 10  | 4 | 3 | 1 | 0 | 13 | 5  | +8   |
| 2    | CA Messin        | 9   | 4 | 3 | 0 | 1 | 9  | 8  | +1   |
| 2    | RC Strasbourg    | 8   | 4 | 2 | 0 | 2 | 12 | 10 | +2   |
| 4    | SC Reims         | 7   | 4 | 1 | 1 | 2 | 3  | 7  | -4   |
| 5    | CO Saint-Chamond | 4   | 4 | 0 | 0 | 4 | 7  | 15 | -8   |

## Division promotion
Seuls deux équipes participent à la troisième division. Le club tourangeaux de l'AS du Centre, champion 1926-1927 de la Ligue du Centre de football, et l'AS Clamecycoise, champion 1926-1927 de la Ligue d'Auvergne de football.
L'AS du Centre se classe premier,.